# Ixodida
Ixodida é uma ordem de ácaros do grupo Parasitiformes. Possui distribuição cosmopolita. Muitas espécies do grupo são popularmente chamados de carrapatos ou carraças.

## Taxonomia
Três famílias são reconhecidas:
- Ixodidae Koch, 1844
- Argasidae Koch, 1844
- Nuttalliellidae Schulze, 1935